# Yūzō Kayama

## Vida e carreira

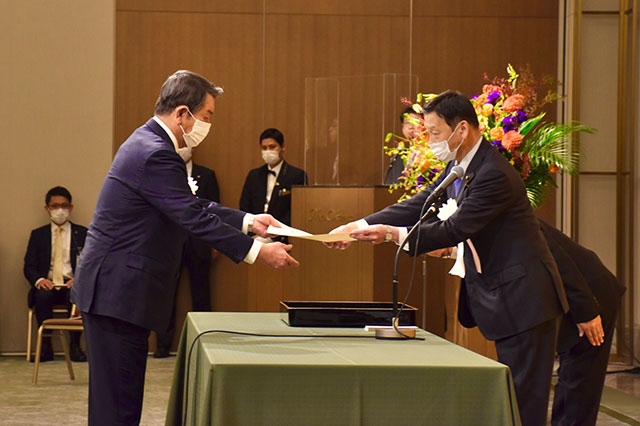
Com Shinsuke Suematsu (Cerimônia de Premiação de Personalidades de Mérito Cultural, 4 de novembro de 2021)

Filho do Celébre e famoso ator de  cinema de meados do século XX Ken Uehara,   e da Famosa Yoko Kozakura,  Kayama se formou na Universidade Keio .  Yuzo Kayama assinou contrato com a Toho e estreou-se  no cinema com Otoko tai Otoko, dirigido por Senkichi Taniguchi em 1960.   Ele consegiu o papel principal no filme de 1960 Dokuritsu Gurentai Nishie, dirigido pelo director  Kihachi Okamoto .  Kayama alcançou  a fama e o estrelato na década de 1960 na série de filmes Wakadaishō ("Rapaz Jovem"). 
Como guitarrista, ele se inspirou no grupo instrumental americano The Ventures e executou uma forma de surf music psicodélica na década de 1960 com sua guitarra Mosrite . Um de seus instrumentais mais conhecidos é "Black Sand Beach". "Kimi to Itsumademo" ("Amor para sempre"), outra de suas composições, vendeu mais de dois milhões de cópias e foi premiada com um disco de ouro em 1965.  Naquela época, foi o disco mais vendido na história da indústria fonográfica do Japão 
Em março de 2016, Kayama fez uma obra de arte especial para comemorar 2.500.000 milhões de downloads do jogo para celular Terra Battle, que é apresentado como plano de fundo da tela de título do jogo. 
Em 2017, ele cantou o tema dos Jogos Olímpicos de Verão de 2020 "Tokyo Gorin Ondo 2020", uma adaptação moderna da canção dos Jogos Olímpicos de Verão de 1964 "Tokyo Gorin Ondo" junto com a cantora de enka Sayuri Ishikawa e o cantor de rock Takehara Pistol ( ja ).
Ele anunciou que, até o final de 2022 ira abandonar a  vida dos palcos  e retirar-se assim da sua  vida artistica.

Uma das últimas atividades envolve a música "Sarai" ( ja ), que ele escreveu junto com o cantor e compositor Shinji Tanimura . 

A ultima vez que cantou ao vivo foi  para o programa de caridade da NTV 24-Hr TV, e Kayama anunciou que a edição de 2022 do programa

## Filmografia
| Year | Title                                   | Role                   | Ref   |
| ---- | --------------------------------------- | ---------------------- | ----- |
| 1960 | Otoko tai Otoko                         | Toshio Masue           |       |
| 1961 | Daigaku no Wakadaishō                   | Yuichi Tanuma          |       |
| 1962 | Chushingura: Hana no Maki, Yuki no Maki | Asano Naganori         |       |
| 1962 | Ginza no Wakadaishō                     | Yuichi Tanuma          |       |
| 1962 | Nihon-ichi no Wakadaishō                | Yuichi Tanuma          |       |
| 1962 | Sanjuro                                 | Iori Izaka             |       |
| 1963 | Sengoku Yaro                            | Kittan                 |       |
| 1963 | Attack Squadron!                        | Taki                   |       |
| 1964 | Yearning                                | Koji Morita            |       |
| 1965 | Eleki no Wakadaishō                     | Yuichi Tanuma          |       |
| 1965 | Red Beard                               | Dr. Noboru Yasumoto    |       |
| 1966 | The Sword of Doom                       | Hyoma Utsuki           |       |
| 1967 | Scattered Clouds                        | Shiro Mishima          | [ 5 ] |
| 1967 | Japan's Longest Day                     | Morio Tateno           |       |
| 1968 | Admiral Yamamoto                        | First Lieutenant Ijuin | [ 6 ] |
| 1969 | Battle of the Japan Sea                 | Takeo Hirose           |       |
| 1971 | Battle of Okinawa                       | Higa                   |       |
| 1974 | ESPY                                    | Hōjō                   |       |
| 1977 | Mount Hakkoda                           | Captain Kurata         |       |
| 1995 | Thunderbolt                             | Coach Murakami         |       |

## Honras
- Ordem do Sol Nascente, 4ª Classe, Raios Dourados com Roseta (2014)
- Personalidade de Mérito Cultural (2021) [7]

1. 1 2  «加山雄三 Yuzo Kayama biography» (em japonês). Kinema Junpo. Consultado em 5 de janeiro de 2021
2. 1 2 3 4 5  «加山雄三» (em japonês). kotobank. Consultado em 5 de janeiro de 2021
3. 1 2  Murrells, Joseph (1978). The Book of Golden Discs 2nd ed. London: Barrie and Jenkins Ltd. ISBN 0-214-20512-6 Verifique o valor de |url-access=registration (ajuda)
4. ↑  Stuart Galbraith IV (May 16, 2008). The Toho Studios Story: A History and Complete Filmography. [S.l.]: Scarecrow Press. ISBN 978-1-4616-7374-3 Verifique data em: |data= (ajuda)
5. ↑  «乱れ雲». eiga.com. Consultado em February 1, 2021 Verifique data em: |acessodata= (ajuda)
6. ↑  «連合艦隊司令長官 山本五十六». eiga.com. Consultado em May 25, 2023 Verifique data em: |acessodata= (ajuda)
7. ↑  «長嶋茂雄さんら9人文化勲章 功労者に加山雄三さんら». Jiji.com. Consultado em October 26, 2021 Verifique data em: |acessodata= (ajuda)